# Markethill
Markethill (Cnoc an Mhargaidh in gaelico irlandese) è un villaggio dell'Irlanda del Nord, situato nella contea di Armagh.